# Pavonia bahamensis
Pavonia bahamensis là một loài thực vật có hoa trong họ Cẩm quỳ. Loài này được Hitchc. mô tả khoa học đầu tiên năm 1893.